# The Black Phone
The Black Phone är en amerikansk skräckfilm från 2021, regisserad av Scott Derrickson. Filmens manus har även det blivit skrivet av Scott Derrickson, tillsammans med C. Robert Cargill, samt blivit producerad av de båda männen, tillsammans med Jason Blum. Filmen bygger på författaren Joe Hills novell med samma namn. I huvudrollerna syns Mason Thames, Madeleine McGraw, Jeremy Davies, James Ransone och Ethan Hawke.
Filmen hade biopremiär i Sverige den 22 juni 2022, utgiven av Universal Pictures.

## Handling
Filmen utspelar sig år 1978 i en liten förort till Denver. Där bor syskonen Finney och Gwen Blake, tillsammans med deras missbrukande och alkoholiserade pappa, helt utan vetskapen att en sadistisk barnkidnappare och seriemördare kallad "The Grabber" lurar omkring i deras kvarter och kidnappar barn efter barn. En dag blir just Finney kidnappad av The Grabber, som för honom till en ljudisolerad källare och låser in honom till att vara där helt ensam. Finney hör sedan efter ett tag hur en gammal urkopplad telefon med nummerskiva ringer längre bort på väggen, och han går fram till den och svarar. I telefonen hör han en röst, som säger åt honom hur han ska fly ifrån denna hemska källare. Kommer Finney någonsin lyckas ta sig ut ifrån källaren och se dagens ljus, eller är det så att han kommer att vara inlåst där för alltid?

## Rollista
- Mason Thames – Finney Blake
- Madeleine McGraw – Gwen
- Ethan Hawke – The Grabber
- Jeremy Davies – Terrence (Finney och Gwens pappa)
- E. Roger Mitchell – Detektiv Wright
- Troy Rudeseal – Detektiv Miller
- James Ransone – Max (The Grabbers bror)
- Miguel Cazarez Mora – Robin